# 24
24 је била преступна година.

## Догађаји
- Римски рат против Нумидије и Мавретаније завршава се анексијом два афричка краљевства.
- Побуна Такфарината у Африци је потиснута.

### Јун
- 30. јун – Сервија Корнелије Цетег и Луција Виселија Варона постају римски конзули. За време њиховог мандата донета су два закона која се односе на ропство, који је ослобођеним робовима давао римско држављанство након шест година службе, и други који кажњава оне који су неовлашћени грађани Рима

### Јул
- 1. јул – Гај Капурније Авиола и Публије Лентуло Скипион почињу нову конзуларну годину као нови конзули.